# Бюро переводов
Бюро переводов (БП) — предприятие сферы услуг, занимающееся языковыми переводами. В постиндустриальном обществе целью создания БП является предоставление переводческих услуг широкому кругу потребителей и получение прибыли за счёт объединения усилий людей, владеющих иностранными языками и искусством перевода. В процессе деятельности такого предприятия большое значение имеет не только хорошее или отличное владение иностранными языками и родным языком, но и умение внятно и точно передать мысль человека, выраженную на языке оригинала, человеку не владеющему таким языком. Важно также умение передавать эмоциональную окраску исходного текста.
Наиболее распространённые услуги, предоставляемые бюро переводов:
- письменный перевод
  - перевод документов
  - Технический перевод;
  - Юридический перевод;
  - Литературный перевод:
  - Эквиритмический перевод как часть литературного;
  - Локализация;
- локализация
- перевод чертежей AutoCAD
- научный и научно-технический - перевод медицинских документов, справок и заключений.
- дополнительные услуги, связанные с юридическими формальностями, при этом нужно понимать, что бюро переводов не уполномочено выполнять нижеперечисленные процедуры, однако может выступать в роли посредника
  - проставление апостиля уполномоченными органами
  - консульская легализация
    - легализация документа в Министерстве юстиции или других уполномоченных органах
    - легализация в Консульском департаменте МИД РФ[2][3]

  - свидетельствование подлинности подписи переводчика нотариусом
- различные виды устного перевода
  - синхронный перевод
  - последовательный перевод
  - шушотаж
  - работа гида-переводчика
- перевод видео и аудио материалов
- консультативный перевод
- перевод во время судебных заседаний

Как правило, все вышеуказанные виды деятельности в той или иной степени присутствуют в любом агентстве переводов. Однако, существует и основной вид деятельности в каждой компании. Специализация бюро переводов зависит от географического расположения, наличия специалистов, и др. нюансов. Некоторые компании специализируются только на письменных переводах, у других — это устные переводчики, третьи занимаются всем понемногу. Но как показывает практика, чем меньше направлений в бюро переводов, тем профессиональней и качественней их основной вид деятельности.

## Краткая история бюро переводов
Первое бюро переводов, о котором есть хоть какая-то информация как о бюро переводов, было создано в 646 г. н. э. в Китае монахом по имени Сюаньцзан, в биографии которого прямо указано на создание БП. Следующим можно считать Рифаа ат-Тахтави, который создал БП в 1863 году в Египте. Есть упоминание о бюро переводов 1833 года, в котором работал молодой Мехмед Эмин Али-паша.
В какой-то мере к БП можно отнести:
- 401 г. н. э. Кумараджива с помощью 800 учеников перевёл на китайский язык 35 буддийских текстов, в том числе основополагающие памятники махаяны: «Цзиньган (божо) цзин»;
- Монастырь Таргманчац в Армении, он же Монастырь Святых Переводчиков, где в 411 году н. э. с сирийского языка на армянский была переведена Библия.

Существуют и легенды о своего рода бюро переводов в ранние периоды истории России: Некто подьячий Посольского приказа Г. Котошихин рассказывал: «Для переводу и толмачества переводчиков латинского, свейского, немецкого, греческого, польского и татарского и иных языков с 50 человек, толмачей с 70 человек. А бывает тем переводчикам на Москве работа по все дни, когда прилучаться из окрестных государств всякие дела; также старые письма и книги для испытания велят им переводити, кто каков к переводу добр, и потому и жалованье им дается, а переводят сидячи в Приказе, а на дворы им самых великих дел переводити не дают, потому что опасаются всякие порухи от пожарного времени и иные причины.»

## Бюро переводов в СССР и России
В октябре 1917 года, по естественным причинам, началась новая история бюро переводов. Существует мнение, что в этот период сохранились БП при системообразующих организациях, таких как Народный комиссариат по иностранным делам или Рабоче-Крестьянская Красная Армия. Одно из первых бюро переводов в СССР было создано при Генеральном штабе, где служил референтом В. С. Столбов.
Позднее начали организовываться бюро переводов и при других организациях. Отчасти к бюро переводов можно отнести АБДЕМ. С 1931 года бюро переводов входило в состав Издательского товарищества иностранных рабочих в СССР. В 1960 году создан Всероссийский центр переводов научно-технической литературы и документации Федерального агентства по науке и инновациям Роснауки РФ.
С 1985 года, постепенно, начинают создаваться бюро переводов нового типа, основной задачей которых становится получение прибыли. После распада СССР и в ходе последующих десятилетий стремительной мировой глобализации произошёл сдвиг в ассортименте рабочих языков в сторону перевода с английского за счёт уменьшения доли всех остальных иностранных языков. Начиная с 2000 года английский язык начинает уступать китайскому языку. Развивается промышленность в Китае. Поставляется китайское оборудование, которое устанавливают сами же китайцы. Значительно возросла необходимость в устных технических переводчиках, необходимость перевода инструкций, чертежей.
По состоянию на апрель 2010 года рынок языковых переводов в России трудно назвать сегментированным и организованным. Бюро, занимающие существенную долю рынка, отсутствуют. Чёткая специализация бюро переводов часто отсутствует.  В то же время в различных каталогах только в Москве зарегистрировано примерно 400 бюро переводов. Яндекс — 375, Google — 386, YellowPages — 457. Число штатных сотрудников можно косвенно определить по данным Федеральной службы государственной статистики. По состоянию на 2008 год средняя численность сотрудников на предприятиях сферы услуг составляет примерно 10 человек при обороте до 5 млн рублей в год.
- Замечание: По состоянию на сентябрь 2011, в выдаче Yandex, количество адресов БП в Москве увеличилось с 375 до 710 всего за один год

Предпринимаются попытки составлять рейтинги бюро переводов. Сравниваются компании разных специализаций: агентства устных переводов сравниваются с бюро нотариальных переводов, или бюро медицинских переводов. Тем не менее, большинство бюро переводов универсальны, поэтому сравнение обосновано, хотя критики отраслевых рейтингов считают, что ввиду отсутствия информации о компаниях подобные рейтинги нельзя считать объективными. Возможна статистика объёмов продаж на основании информации из Росстат. Но Росстат такую информацию не распространяет.
Наиболее удачным рейтингом переводческих агентств можно считать проект журналиста К. Дранча (независимого эксперта, не лоббирующего интересы какого-либо одного бюро переводов или их группы) www.translationrating.ru, успешно работающий с 2011 года и получивший одобрение переводческого сообщества на ряде конференций, таких как TFR или UTIC. Однако, этот ресурс не поддерживается автором с 2022 года, и начиная с 2023 года наиболее релевантным рейтингом переводческих компаний можно считать рейтинг Ассоциации переводческих компаний (АПК) https://atcru.org/rating/, основанный на открытых данных и методологии, учитывающей не только годовой оборот переводческих предприятий. 
Порой затруднительно сегментировать БП по принадлежности: независимое БП или БП при крупных компаниях (Siemens) или учебных центрах, поскольку часто независимое БП выполняет роль бюро переводов при крупной организации.
Есть мнение, что настолько же затруднена однозначная сегментация по взаимодействию с потребителем. Однако, можно выделить три основных сегмента:
- B2G (Business-to-Government) — взаимоотношения между бизнесом и государством[6]. В данном сегменте бюро переводов принимает на себя обязательство по различным видам переводов, в которых нуждаются государственные структуры. Оплата, как правило, невысокая, но престиж работы на государство и надёжность государства делают этот сегмент привлекательным для ряда БП. Арбитражный суд города Москвы нуждается в переводе 2 500 страниц текста по 1 800 знаков на странице и готов заплатить за услуги цену в три раза ниже рыночной. Обязательным условием является Нотариальное заверение перевода. Кроме того, в указанную сумму входят все налоги, снижающие и без того невысокую стоимость.
  - Маркетинг не имеет особого значения, важно только тщательно отслеживать запросы государственных учреждений по услугам перевода.
  - Расположены как в крупных, так и небольших городах, офис может находиться где угодно.
- B2B (Business-to-Business) — взаимоотношения между коммерческими организациями.
  - Обслуживают крупные компании, выполняя единичные крупные проекты.
  - Рекламируются в специализированных изданиях и справочниках, на отраслевых выставках и бизнес-форумах.
  - Основное внимание уделяется унификации терминологии в рамках проекта, что достигается как работой редакторов, так и применением специальных программных средств. Оплата принимается по безналичному расчёту. Важным элементом деятельности является заключение объёмных договоров. Продолжительность проектов исчисляется месяцами и годами
  - На долю китайского языка приходится до 50 % заказов, другие языки представлены языками экономически наиболее развитых стран мира. Из сопутствующих услуг преобладают работы технического характера, такие как верстка.
  - Расположены в городах с миллионным населением, при этом офис может находиться на окраине
- B2C (Business-to-Customer) — взаимоотношения между организацией и потребителем. Ряд БП работает непосредственно с населением и обеспечивает перевод текстов и документов «по требованию».
  - Важную роль в маркетинге играет наружная реклама, раздача листовок и т. п.
  - Основными проблемами перевода является точная транслитерация имён собственных и передача литерно-цифровых сведений, таких как даты, номера документов; также крайне важно оперативное взаимодействие с нотариусом. Заказы оплачиваются за наличный расчёт. Индивидуальные договоры не заключаются. Продолжительность обработки заказа, как правило, не превышает нескольких дней.
  - Велика доля переводов с языков стран СНГ, среди прочих языков фигурирует как китайский, так и самые разные западные и восточные языки, включая языки развивающихся стран.
  - Расположены как в крупных, так и небольших городах, офис находится в центре города в хорошо посещаемом (проходном) месте.

Отдельным типом бюро переводов, по мнению ряда экспертов, является субподрядное переводческое агентство. Специфика таких компаний заключается в том, что источником заказов для них служат другие переводческие компании, дающие им работу на принципах субподряда. Субподрядные бюро переводов по большей части расположены в Москве, где бюро переводов стоят практически на каждом углу и цена переводческих услуг ниже, чем в регионах. В Москве также имеется ряд субподрядных агентств переводов, которые работают по заказам западноевропейских и японских переводческих компаний. Такие БП работают в сегменте B2B, но отличаются отсутствием рекламы (поиск заказов осуществляется путём прямых контактов по электронной почте с потенциальными заказчиками, круг которых весьма ограничен) и обеднённым сервисным ассортиментом: только письменный перевод без дополнительных услуг. Местонахождение офиса также не играет никакой роли, поскольку работа ведётся дистанционно, без приёма посетителей. Офиса может и вовсе не быть, в этом случае все сотрудники бюро переводов (или, точнее, «переводческой группы») работают на дому.
Существуют БП, специализирующиеся на отдельных тематиках и отраслях промышленности и коммерческой деятельности. Эти бюро переводов специализируются на переводе какой либо одной тематики (например, офтальмология). При этом руководители БП вынуждены подбирать переводчиков, редакторов и даже менеджеров разбирающихся сугубо в одной теме. Как правило, это действующие специалисты в своей области знания, которые готовы выполнить перевод. Мотивация таких специалистов может быть разной. Начиная от дополнительного заработка, заканчивая накоплением информации для диссертации.

## Ценовая политика
Стоимость услуг, предоставляемых бюро переводов, складывается из ряда элементов.
- затраты на маркетинг (реклама, исследования рынка и т. п.)— основная затратная часть в стоимости услуг.
- управленческие затраты (содержание менеджеров, бухгалтерии (или выплаты аутсорсинговой бухгалтерской фирме) и т. д.);
- заработная плата переводчика
- технологические затраты (затраты на телефонную связь, интернет, покупка программного обеспечения);
- налоги (НДС, если БП не находятся на УСН, налоги на зарплату и другие налоги);
- наличие в тексте цифр, пробелов, тегов, повторов, памяти переводов.

Избыток услуг и исполнителей в отрасли, рано или поздно, приводит к системному кризису отрасли, см. кризис перепроизводства, что неизбежно ведёт к ценовой войне, снижению качества и банкротству предприятий. Переводческая отрасль не является исключением. Причиной снижения качества является кадровая политика работодателей. В погоне за дешёвыми переводчиками в жертву приносят качество. Так, например в некоторых бюро переводов Москвы переводчику платят всего 90 рублей за страницу.

## Технологическое оснащение
- Электронные словари;
- Системы CAT Tools;
- Средства автоматизации бизнес-задач, включая средства передачи файлов FTP, Системы управления взаимодействием с клиентами CRM, Системы управления ресурсами предприятия ERP. Примеры систем управления бюро переводов:
  - Informicus CRM[8]. Система управления бюро переводов. По оценке пользователей — система скорее ERP. Имеет ряд преимуществ: синхронизация с 1С, логика алгоритмов закладывалась на основании опыта работы российских бюро переводов.
  - XTRF[9] ERP система польского производства, по состоянию на июль 2010 информации о синхронизации с бухгалтерскими программами работающими по стандартам законодательства РФ нет.
- Стандартные офисные пакеты для обеспечения работы с текстами;
- Специализированные пакеты. Например: Adobe Creative Suite, AutoCAD;
- Технические средства устного перевода;
- Средства связи в целях управления деятельностью бюро переводов.

### Технические разработки
- Pio V University: Платформы для взаимодействия переводчиков
- ProMT: Оптимизация с помощью гибридной системы автоматического перевода
- KILGRAY: Как увеличить производительность в переводе и сократить сроки, используя уникальные решения
- Tilde: Сделай сам: перевод в облаке!

## Общественная деятельность

### Отраслевая пресса
Первыми переводческими журналами можно назвать:
- Журнал «Мосты» (издательство Р.Валент (Союз Переводчиков России));
- Справочник «Кто есть кто на рынке переводов» (Центр Переводов Гильдия) ПИ ФС77-22296;
- Газета «ПереВести» (ТрансЛинк) ПИ ФС77-26315;
- Журнал «Эгоист» (ЭгоТранслейтинг);
- Журнал «Профессиональный перевод и управление информацией» (Логрус);
- Журнал «Handmade»(Неотэк).

Более молодые
- Журнал небуквальных переводов «Лавка языков»;
- Научно-художественный журнал «Переводчик»[10]

### Образовательные программы
1-2 февраля 2007 г., в Российской академии государственной службы, консультационный семинар «Повышение эффективности работы переводчика на основе использования современных систем автоматизации».
25-26 сентября 2007 г., в РАГС состоялась практическая конференция-семинар «Современные системы автоматизации работы переводчика»

### Социальная активность
Регулярные отчисления на благотворительные цели производят многие бюро переводов. Отдельного внимания заслуживает проект «На языке добра», в рамках которого осуществляется поддержка десятков учреждений для сирот и детей с ограниченными возможностями.
В сентябре 2013 года к Глобальному договору ООН, крупнейшей международной добровольной инициативе по повышению корпоративной социальной ответственности, впервые в России присоединилось бюро переводов. Это было бюро переводов Норма-ТМ , активно пропагандирующее «Десять Принципов» Глобального договора (из области прав человека, трудовых отношений, охраны окружающей среды и борьбы с коррупцией), способствуя тем самым формированию цивилизованного рынка труда и переводческих услуг в нашей стране.